# Segretario di gabinetto per la giustizia della Scozia
Il Segretario di gabinetto per la giustizia e i veterani, comunemente indicato come Segretario per la giustizia, è una posizione nel Gabinetto del governo scozzese. Il Segretario di gabinetto ha la responsabilità generale sulla legge e l'ordine in Scozia. Il Segretario di gabinetto è assistito dal Ministro per la sicurezza comunitaria.
L'attuale segretario di gabinetto per la giustizia è Angela Costance, nominata il 29 marzo 2023 nel governo Yousaf.

## Storia
La posizione è stata creata nel 1999 come ministro per la giustizia, con l'avvento della devoluzione e l'istituzione del Parlamento scozzese, assumendo alcuni dei ruoli e delle funzioni dell'ex ministro scozzese degli affari interni che esisteva prima del 1999.
Come con il Segretario di Stato per la giustizia del Regno Unito, ma a differenza di altri ministri della giustizia, il Segretario di gabinetto non ha alcuna supervisione sui procedimenti giudiziari, che in Scozia sono gestiti dal Lord avvocato.

## Panoramica

### Responsabilità
Le responsabilità del Segretario di gabinetto per la giustizia includono: 
- Polizia
- Vigili del fuoco e servizi di soccorso
- Tribunali e sentenze
- Il sistema giudiziario e la procedura penale
- Riduzione della violenza
- Riforma carceraria e politica dei detenuti
- Riduzione della recidività
- Sicurezza
- Giustizia giovanile
- Accesso alla giustizia
- Diritto civile
- Supporto vittime/testimoni
- Risarcimento lesioni penali
- Fondo per l'assistenza legale
- Scottish Courts and Tribunals Service
- Riforma della giustizia
- Strategia di giustizia comunitaria nazionale
- Veterani

## Lista dei titolari
| Ministro per la giustizia                |                 |                  |                |                  |                            |                |                                           |
| Nome                                     | Nome            | Immagine         | Inizio         | Fine             | Partito                    | Primo ministro | Primo ministro                            |
|                                          | Jim Wallace     |                  | 19 maggio 1999 | 21 maggio 2003   | Liberal Democratici        |                | Donald Dewar Henry McLeish Jack McConnell |
|                                          | Cathy Jamieson  |                  | 21 maggio 2003 | 17 maggio 2007   | Partito Laburista          | Jack McConnell |                                           |
| Segretario di gabinetto per la giustizia |                 |                  |                |                  |                            |                |                                           |
|                                          | Kenny MacAskill |                  | 17 maggio 2007 | 21 novembre 2014 | Partito Nazionale Scozzese |                | Alex Salmond                              |
| Michael Matheson                         |                 | 21 novembre 2014 | 26 giugno 2018 | Nicola Sturgeon  | Partito Nazionale Scozzese |                |                                           |
| Humza Yousaf                             |                 | 26 giugno 2018   | 20 maggio 2021 | Nicola Sturgeon  | Partito Nazionale Scozzese |                |                                           |
| Keith Brown                              |                 | 20 maggio 2021   | 29 marzo 2023  | Nicola Sturgeon  | Partito Nazionale Scozzese |                |                                           |
| Angela Costance                          |                 | 29 marzo 2023    | in carica      | Humza Yousaf     | Partito Nazionale Scozzese |                |                                           |